# 도덕고개
도덕고개(道德-, Dodeokgogae)는 경기도 양평군 청운면과 강원특별자치도 횡성군 서원면을 연결하는 고개이다. 금물산과 삼각산으로 이어지는 능선에 위치하며 높이는 해발 300m이다. 국도 제6호선이 이 곳을 지난다.